# Stratosphere Giant
Koordinaten: 40° 21′ 2″ N, 123° 58′ 28″ W

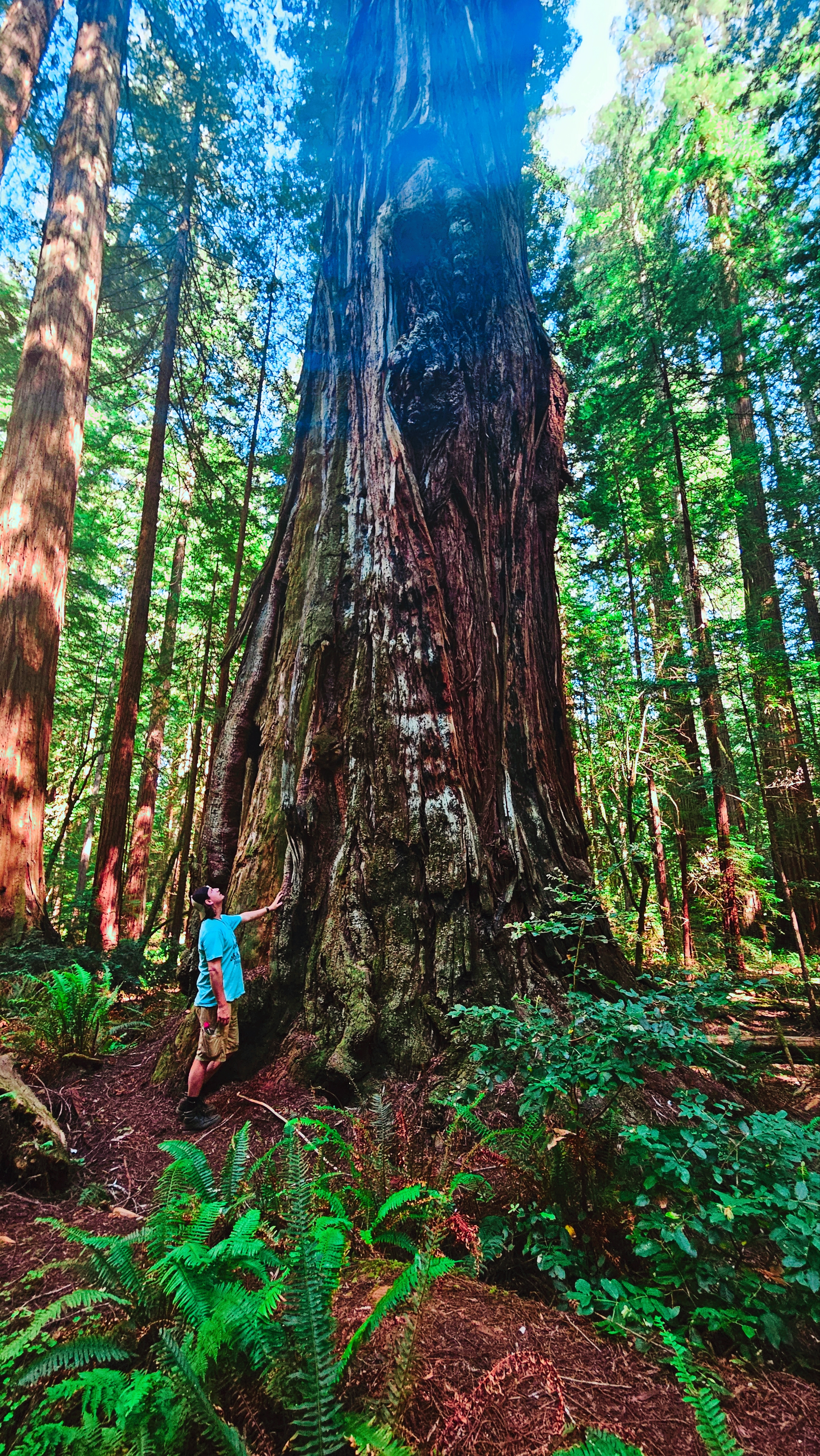
Stratosphere Giant (2024)

Stratosphere Giant ist der Name eines Küstenmammutbaumes (Sequoia sempervirens). Er wächst im Humboldt Redwoods State Park in Kalifornien und galt mit 112,87 Metern Höhe (2006) von 2000 bis 2007 als höchster Baum der Erde. Seit 2007 ist Hyperion im Redwood-Nationalpark mit 115,55 m als höchster lebender Baum anerkannt.
Stratosphere Giant wird auf ein Alter von 2000 Jahren geschätzt und hat einen Brusthöhendurchmesser von 519 Zentimetern. Er wächst langsam weiter, beispielsweise von 112,34 m im August 2000 auf 112,56 m im Jahre 2002. Nach Berechnungen könnte er eine Maximalhöhe bis zu 130 m erreichen, die durch die Gravitationskraft und den Fließwiderstand des Wassers in den Gefäßen des Baumes limitiert ist. Ein im Jahr 1912 gefälltes Exemplar erreichte eine Höhe von 115,8 m und ein australischer Rieseneukalyptus erreichte im 19. Jahrhundert eine gemessene Höhe von 132,58 m.
Stratosphere Giant wurde im Jahr 2000 von Chris K. Atkins entdeckt. Es ist möglich, den Baum über einen der Wanderwege im Humboldtpark zu „erwandern“. Der Standort des Baumes ist 40.35055,-123.97437.